# Primus (manzana)
Primus es una  variedad cultigen de manzano (Malus domestica).
Criado en 1935 en el Laboratorio Hortícola, Wageningen, Países Bajos. Las frutas tienen una carne blanca suave, gruesa y cremosa con un sabor muy dulce.

## Historia
'Primus' es una variedad de manzana,  cultivar obtenida en 1935 en el Instituto "Voor de Veredeling van Tuinbouwgewassen", Wageningen, Países Bajos por el cruce de las variedades Reinette Rouge Etoilee x Cox's Orange Pippin. Introducido en 1952.
'Primus' se cultiva en la National Fruit Collection con el número de accesión: 1955-011 y Accession name: Primus.

## Características

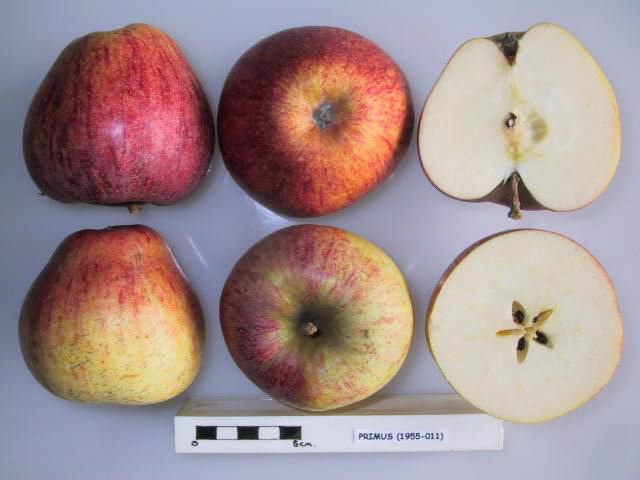
La manzana 'Primus' seccionada.

'Primus' tiene un tiempo de floración que comienza a partir del 7 de mayo con el 10% de floración, para el 12 de mayo tiene una floración completa (80%), y para el 19 de mayo tiene un 90% de caída de pétalos.
'Primus' tiene una talla de fruto grande; forma gobloso cónica, a menudo doblada hacia el ojo, con una altura de 71.51mm y una anchura de 79.69mm; con nervaduras muy débiles, corona muy débil; epidermis con color de fondo amarillo, con sobre color rojo, en una cantidad medio, con sobre color patrón rayado / moteado, se encuentra un lavado rojo intenso y marcado con un patrón de rayas más oscuras en todas las superficies expuestas al sol, y con "russeting" (pardeamiento áspero superficial que presentan algunas variedades) bajo; pedúnculo algo corto y se encuentra en una cavidad profunda en forma de embudo que está ligeramente oxidada; ojo pequeño y cerrado, ubicado en una cuenca moderadamente profunda y estrecha; textura de la pulpa crujiente y color de la pulpa es blanco, de grano grueso, suave. Sabor muy dulce, y seco.
Su tiempo de recogida de cosecha se inicia a principios de octubre. Se usa como fruta de mesa en fresco. Aguanta tres meses en cámara frigorífica.

## Ploidismo
Auto estéril. Polinización cruzada de variedades del Grupo D Día 12.